# 34 v.Chr.

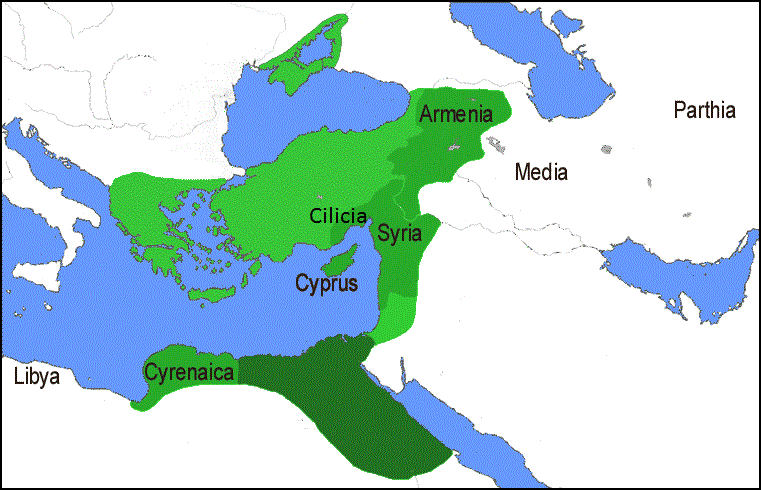
De gift van Marcus Antonius aan Cleopatra VII.
Donkergroen: Cleopatra's Egypte.
Groen: gift aan Cleopatra en haar kinderen.
Lichtgroen: gebieden onder bestuur van Antonius.

Het jaar 34 v.Chr. is een jaartal in de 1e eeuw v.Chr. volgens de christelijke jaartelling.

## Gebeurtenissen

### Italië
- In Rome worden Marcus Antonius en Lucius Scribonius Libo, door de Senaat gekozen tot consul van het Imperium Romanum.

### Klein-Azië
- Antonius valt met een Romeins expeditieleger (16 legioenen) Armenië binnen en bezet de hoofdstad Artaxata. Hij neemt koning Artavasdes II (wegens verraad) gevangen en voert hem af naar Egypte.

### Egypte
- Antonius trouwt met Cleopatra VII en houdt een imposante bruiloft in het koninklijke paleis van Alexandrië, als gift verdeelt hij de Romeinse provincies van zijn oostelijke rijk. Cleopatra wordt uitgeroepen tot "koningin der koningen". Caesarion, Caesars kind bij haar, wordt farao en co-regent van Egypte en Cyprus. Ptolemaeus Philadelphus wordt aangesteld als heerser over Syria, Fenicië en Cilicië. Alexander Helios wordt koning van Armenië en Syria, zijn tweelingzus Cleopatra Selene wordt koningin van Cyrenaica. De Romeinse Senaat accepteert de ontrouw tegenover zijn vrouw Octavia Thurina niet, het Triumviraat komt onder politieke druk te staan.